# Clémence Poésy

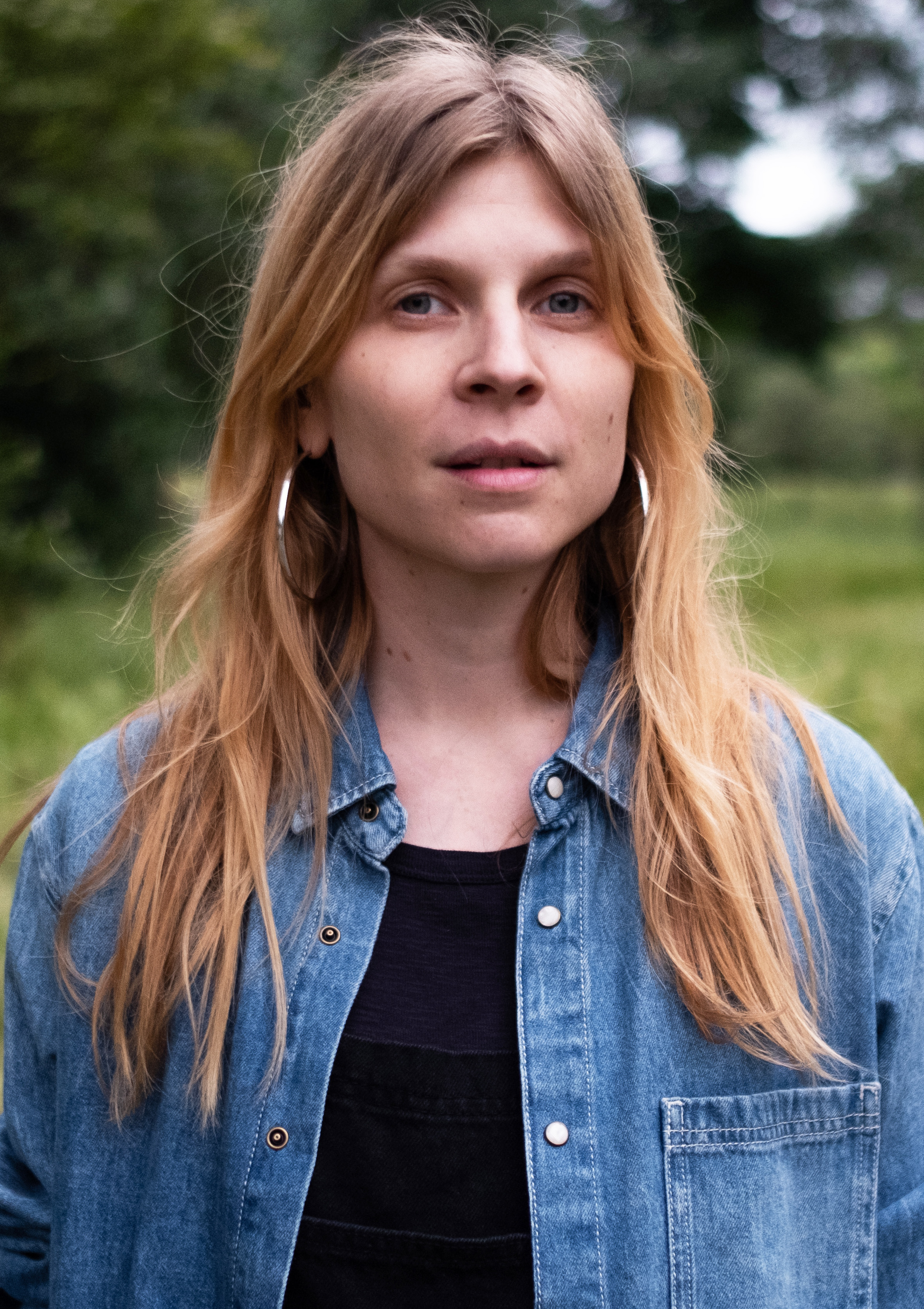
Clémence Poésy (2019)

Clémence Poésy [klemɑ̃s pɔezi] (* 30. Oktober 1982 in L’Haÿ-les-Roses als Clémence Guichard) ist eine französische Schauspielerin und ein Model, die dem internationalen Publikum durch ihre Rolle als Fleur Delacour in den Harry-Potter-Filmen Harry Potter und der Feuerkelch (2005) und Harry Potter und die Heiligtümer des Todes (2010/2011) bekannt wurde. Bekanntheit erlangte sie auch durch den TV-Vierteiler Krieg und Frieden (2007), das Drama Brügge sehen… und sterben? (2008) und als Eva Coupeau in der Serie Gossip Girl (2010).

## Leben

### Frühe Jahre
Poésy wurde als Clémence Guichard geboren. Ihr Künstlername Poésy ist der Geburtsname ihrer Mutter. Sie wuchs als Tochter einer Lehrerin und des Theaterschauspielers Étienne Guichard in einem Pariser Vorort auf. Dort ging sie zunächst nach dem Willen der Eltern auf eine alternative Schule, auf der sie sich nicht wohl fühlte und mit Gleichaltrigen schlecht zurechtkam. Mit 13 nahm sie an einem Austauschprogramm mit Kanada teil, das ihr Leben nach eigener Auskunft sehr prägte, und wechselte danach auf eine bilinguale Schule. Mit 16 beendete sie ihre schulische Laufbahn und studierte Drama am Conservatoire national supérieur d’art dramatique, der bekanntesten Schauspielschule Frankreichs. Ihre jüngere Schwester Maëlle Poésy-Guichard ist ebenfalls Schauspielerin.

### Karriere als Schauspielerin

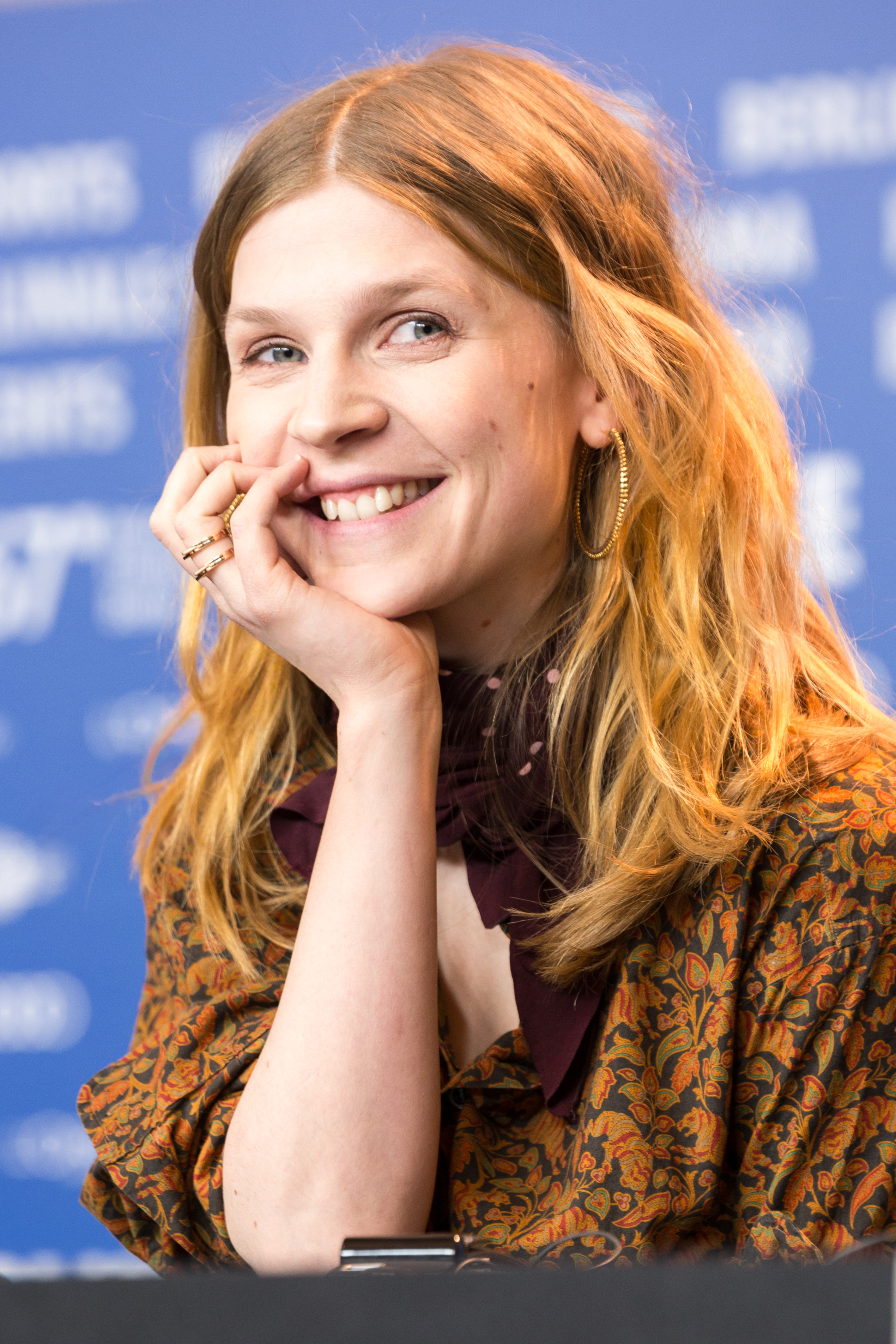
Poésy (2017)

Erste Erfahrungen als Schauspielerin sammelte Poésy 1993 in Le dragon, einer Theaterproduktion ihres Vaters. Für die französische Serie Un homme en colère stand sie 1999 das erste Mal vor der Kamera. Ihr Kinodebüt gab sie 2001 in der Rolle der Anna in der französischen Kinoproduktion Petite soeur. Nach der Mitwirkung in zahlreichen weiteren französischen Produktionen spielte Clémence Poésy in ihrer ersten englischsprachigen Rolle in der Miniserie Maria Stuart – Blut, Terror und Verrat (2004) die schottische Königin Maria Stuart. Für ihre Leistung erhielt sie 2005 den Golden FIPA (Festival International de programmes audiovisuels) Award.
International bekannt wurde Poésy 2005 durch die Rolle der Fleur Delacour in dem Kinofilm Harry Potter und der Feuerkelch, dem vierten Teil der Reihe. Obwohl diese Figur auch im sechsten Teil der Harry-Potter-Romane, Harry Potter und der Halbblutprinz, vorkommt, wurde sie nicht in den 2009 erschienenen Film übernommen. 2005 war sie außerdem in drei Teilen der sechsteiligen Miniserie Revelations an der Seite von Bill Pullman und Natascha McElhone zu sehen. 2006 war sie in der Literaturverfilmung Le Grand Meaulnes zu sehen, wo sie die Rolle der Yvonne de Galais verkörperte. Ein Jahr später stand sie als Natasha Rostova für den internationalen Fernseh-Vierteiler Krieg und Frieden vor der Kamera. 2008 war sie in dem von Kritikern viel beachteten Film Brügge sehen… und sterben? an der Seite von Colin Farrell sowie ihren Harry-Potter-Kollegen Ralph Fiennes und Brendan Gleeson zu sehen. 2009 spielte sie neben Jim Sturgess in dem britischen Drama Heartless. 2010 wiederholte sie die Rolle der Fleur Delacour in der zweiteiligen Verfilmung des siebten und letzten Harry-Potter-Romans Harry Potter und die Heiligtümer des Todes. Des Weiteren war sie in der vierten Staffel der US-amerikanischen Serie Gossip Girl in vier Folgen in einer Gastrolle zu sehen. Sie spielte Chuck Bass’ (Ed Westwick) Freundin Eva Coupeau. Im gleichen Jahr stand sie unter der Regie von Danny Boyle für das Drama 127 Hours vor der Kamera. Der Film erzählt die wahre Geschichte des Bergsteigers Aron Ralston, gespielt von James Franco, Poésy spielt seine Freundin Rana. Außerdem drehte sie an der Seite von Forest Whitaker das Drama Lullaby for Pi und spielte die französische Nationalheldin Jeanne d’Arc in dem Film Jeanne Captive.
2012 gab Poésy ihr Broadway-Debüt als Roxanne in dem Stück Cyrano de Bergerac. Zudem war sie unter anderem an der Seite von Eddie Redmayne in dem Fernsehmehrteiler Birdsong zu sehen. Im Juni 2013 stellte sie auf dem Münchner Filmfest Sandra Nettelbecks Film Mr. Morgans letzte Liebe vor, in dem sie in der weiblichen Hauptrolle an der Seite von Michael Caine agierte. Von 2013 bis 2018 war sie in der französischen Fernsehserie The Tunnel – Mord kennt keine Grenzen als Polizistin Elise Wassermann zu sehen.
2015 spielte Poésy die Hauptrolle in dem britischen Thriller The Ones Below – Das Böse unter uns. 2016 war sie in der erfolgreichen französischen Komödie Plötzlich Papa zu sehen. In Final Portrait (2017), einer britischen Filmbiografie von Stanley Tucci über den Schweizer Bildhauer, Maler und Grafiker Alberto Giacometti, spielt sie ebenfalls eine der Hauptrollen. Zudem war sie im Musikvideo zum Song The Murning Sound der US-amerikanischen Band Grizzly Bear zu sehen.
2018 wurde Poésy bei den 75. Internationalen Filmfestspielen von Venedig als Jurymitglied der Sektion für VR-Filme berufen.
2020 spielte sie in Christopher Nolans Tenet die Wissenschaftlerin Barbara in einer Nebenrolle. Beim Deauville Film Festival 2021 fungierte sie als Jury-Präsidentin.

### Arbeit als Model
Neben der Schauspielerei arbeitet Poésy auch als Model. So war sie unter anderem Cover-Model der Zeitschriften i-D und Nylon. Außerdem warb sie für das Modehaus Gap und gehört neben Chloë Sevigny und Anja Rubik zu den Gesichtern des Modehauses Chloé. Poésy gilt als Inspiration für viele französische Modedesigner. Seit Dezember 2011 ist sie das Gesicht der niederländischen Jeans- und Modemarke G-Star.

### Privatleben
Poésy lebt in Paris. Im Frühjahr 2016 heiratete sie ihren langjährigen Partner, den Landsmann und Schauspielkollegen Emeric Glayse, mit dem sie seit Ende 2015 verlobt war. Im Januar 2017 wurde das Paar Eltern eines Sohnes, dem sie den Namen Liam gaben. Während der Dreharbeiten zu Tenet war sie mit ihrem zweiten Kind schwanger. Während des Deauville Film Festivals 2021 war sie schwanger mit ihrem dritten Kind. Sie hat eine Vorliebe für Schottland, spricht neben Französisch fließend Englisch und etwas Italienisch und Spanisch.
Privat gibt Poésy an, schon immer kaum ferngesehen zu haben, und sie besitzt auch bis heute kein TV-Gerät. In einem Stück des britischen Sängers und Songwriters Miles Kane singt sie Background-Vocals. Diese Zusammenarbeit entstand zufällig; ansonsten ist sie nicht als Musikerin tätig.

## Deutsche Synchronisation
In Maria Stuart – Blut, Terror und Verrat (2004), Harry Potter und der Feuerkelch (2005) und Harry Potter und die Heiligtümer des Todes (2010/2011) wurde Poésy von Tatjana Pokorny gesprochen. In Krieg und Frieden (2007), Brügge sehen… und sterben? (2008), 127 Hours (2010) und Tenet (2020) synchronisierte Marie Bierstedt.

## Filmografie (Auswahl)
- 1999: Un homme en colère (Fernsehserie, 2 Folgen)
- 2000: Les monos (Fernsehserie, Folge 1x04)
- 2001: Petite sœur (Kurzfilm)
- 2001: Tania Boréalis ou L’étoile d’un été (Fernsehfilm)
- 2002: Olgas Sommer (L’eté d’Olga)
- 2003: Carnets d’ados – La vie quand même (Fernsehfilm)
- 2003: Welcome to the Roses (Bienvenue chez les Rozes)
- 2004: Maria Stuart – Blut, Terror und Verrat (Gunpowder, Treason & Plot, Fernsehfilm)
- 2005: Revelations – Die Offenbarung (Revelations, Miniserie, 3 Folgen)
- 2005: Harry Potter und der Feuerkelch (Harry Potter and the Goblet of Fire)
- 2006: Der Liebespakt: Simone de Beauvoir und Sartre (Les amants du Flore, Fernsehfilm)
- 2006: Le grand Meaulnes
- 2007: Sans Moi
- 2007: Krieg und Frieden (War and Peace, Miniserie)
- 2007: Masked Mobsters (Le dernier gang)
- 2008: Blanche (Kurzfilm)
- 2008: Brügge sehen… und sterben? (In Bruges)
- 2008: Die dritte Dimension (La troisième partie du monde)
- 2009: Heartless
- 2010: Le mystère
- 2010: Pièce montée
- 2010: Gossip Girl (Fernsehserie, 4 Folgen)
- 2010: Lullaby for Pi
- 2010: Harry Potter und die Heiligtümer des Todes: Teil 1 (Harry Potter and the Deathly Hallows: Part 1)
- 2010: 127 Hours
- 2011: Harry Potter und die Heiligtümer des Todes: Teil 2 (Harry Potter and the Deathly Hallows: Part 2)
- 2012: The Silence of Joan (Jeanne Captive)
- 2012: Hopper Stories (Kurzfilm, Sprechrolle)
- 2012: Birdsong – Gesang vom großen Feuer (Birdsong, Miniserie, 2 Folgen)
- 2012: The Hollow Crown (Miniserie, Folge Richard II)
- 2012: The Capsule (Kurzfilm)
- 2013: Karaoke! (Kurzfilm)
- 2013: Mr. Morgans letzte Liebe (Mr. Morgan’s Last Love)
- 2013–2018: The Tunnel – Mord kennt keine Grenzen (The Tunnel, Fernsehserie, 24 Folgen)
- 2014: GHB: To Be or Not to Be
- 2014: Métamorphoses (Kurzfilm)
- 2015: The Ones Below – Das Böse unter uns (The Ones Below)
- 2015: Gefährliches Spiel (Le grand jeu)
- 2016: 7 minuti
- 2016: Plötzlich Papa (Demain tout commence)
- 2017: Final Portrait
- 2017: Tito, der Professor und die Aliens (Tito e gli alieni)
- 2018: Genius (Fernsehserie, 10 Folgen)
- 2019: Das Flirren am Horizont (Le milieu de l’horizon)
- 2020: Resistance – Widerstand (Resistance)
- 2020: Tenet
- 2021–2022: In Therapie (En thérapie, Fernsehserie, 10 Folgen)
- 2022: Ten Percent (Fernsehserie, Folge 1x07)
- 2022: Die Schlange von Essex (The Essex Serpent, Miniserie, 6 Folgen)
- 2022: Un hiver en été
- 2023–2024: The Walking Dead: Daryl Dixon (Fernsehserie, 11 Episoden)
- 2023: The Last Rifleman
- 2023: Je ne suis pas un héros
- 2023: Sambre (Fernsehserie, Folge 1x04)

## Theater
- 1993: Le dragon
- 1995: Mai 45 Mai 95
- 1997: Picasso 970
- 2003: Tartuffe
- 2012: Cyrano de Bergerac

## Auszeichnungen
Festival International de Programmes Audiovisuels
- 2005: Golden FIPA Award in der Kategorie Beste Schauspielerin in einer Serie oder einem Fernsehfilm für Maria Stuart – Blut, Terror und Verrat

Festival du Film de Cabourg
- 2007: Swann d'or in der Kategorie Beste Schauspielerin für Le grand Meaulnes

Ordre des Arts et des Lettres
- 2015: Ordre des Arts et des Lettres